# Саличе (Кремона)
Саличе је насеље у Италији у округу Кремона, региону Ломбардија.
Према процени из 2011. у насељу је живело 6 становника. Насеље се налази на надморској висини од 37 м.